# Fire Your Manager
"Fire Your Manager" é uma canção dos rappers americanos YoungBoy Never Broke Again e Playboi Carti, aparecendo como a quinta faixa do oitavo álbum de estúdio do primeiro, MASA (2025). A canção contém um refrão e um verso melódicos de Carti, enquanto o refrão e o segundo verso são entregues pelo rap agressivo de YoungBoy.

## Recepção crítica
Mackenzie Cummings-Grady da Billboard classificou a faixa como a oitava melhor em MASA. Ela descreveu a canção como um "mundo intergaláctico vertiginoso" com uma produção lúdica de KC Da Beatmonster. No entanto, ela continuou dizendo que YoungBoy "faz alguns de seus melhores trabalhos quando é forçado a sair de sua zona de conforto alimentada por adrenalina", comparando Gaulden na faixa à sua participação em "WusYaName" de Tyler, the Creator.

## Créditos
Créditos adaptados do Apple Music.
Músicos
- Kentrell Gaulden - artista principal, compositor
- Jordan Carter - artista principal, compositor
- KC Da Beatmonster – produção, compositor

Técnicos
- Cheese – masterização, mixagem, gravação

## Paradas
| Paradas (2025)                                  | Posição de pico |
| ----------------------------------------------- | --------------- |
| New Zealand Hot Singles (RMNZ)                  | 35              |
| Estados Unidos (Bubbling Under Hot 100 Singles) | 11              |
| Estados Unidos (Billboard R&B/Hip-Hop Songs)    | 34              |